# Kim Nekroman
Vous pouvez aider à l'améliorer ou bien discuter des problèmes sur sa page de discussion.
- Il ne cite pas suffisamment ses sources. Vous pouvez indiquer les passages à sourcer avec {{référence nécessaire}} ou {{Référence souhaitée}}, et inclure les références utiles en les liant aux notes de bas de page. (Marqué depuis avril 2024)
- Certaines informations devraient être mieux reliées aux sources mentionnées dans la bibliographie ou les liens externes. Améliorez sa vérifiabilité en les associant par des références. (Marqué depuis avril 2024)

- Archive Wikiwix
- Bing
- Cairn
- DuckDuckGo
- E. Universalis
- Gallica
- Google
- G. Books
- G. News
- G. Scholar
- Persée
- Qwant
- (zh) Baidu
- (ru) Yandex
- (wd) trouver des œuvres sur Wikidata

Kim Nekroman de son vrai nom Dan Gaarde est le bassiste et chanteur du groupe de psychobilly Nekromantix et le guitariste du groupe HorrorPops. Il est marié à Patricia Day bassiste et chanteuse du groupe HorrorPops. De plus il est tatoueur, il a tatoué sa femme et nombre des musiciens de Nekromantix. Il vit désormais à Los Angeles.
Après avoir été opérateur radio dans la marine Danoise, il créa le groupe Nekromantix, groupe pionnier du psychobilly.